# 向日葵 〜一期一会の命〜
「向日葵 〜一期一会の命〜」（ひまわり いちごいちえのいのち）は、日本のシンガーソングライター、東真紀のメジャー2枚目のシングルである。2005年8月31日発売。発売元はRUBICON RIVER ENTERTAINMENT。

## 概要
- メジャー最後のシングル。

## 収録曲
1. 向日葵 〜一期一会の命〜[4:43]
作詞・作曲：東真紀、編曲：西脇辰弥
2. たからもの[5:01]
作詞・作曲：東真紀、編曲：西脇辰弥
3. 向日葵 〜一期一会の命〜 (オリジナルカラオケ)[4:41]

## タイアップ
- 向日葵 〜一期一会の命〜：
  - CX系ドラマ『積木くずし真相～哀しい家族の最終章』挿入歌
  - コーセー「ホワイティスト」CMソング